# كوينت (حلف الناتو)

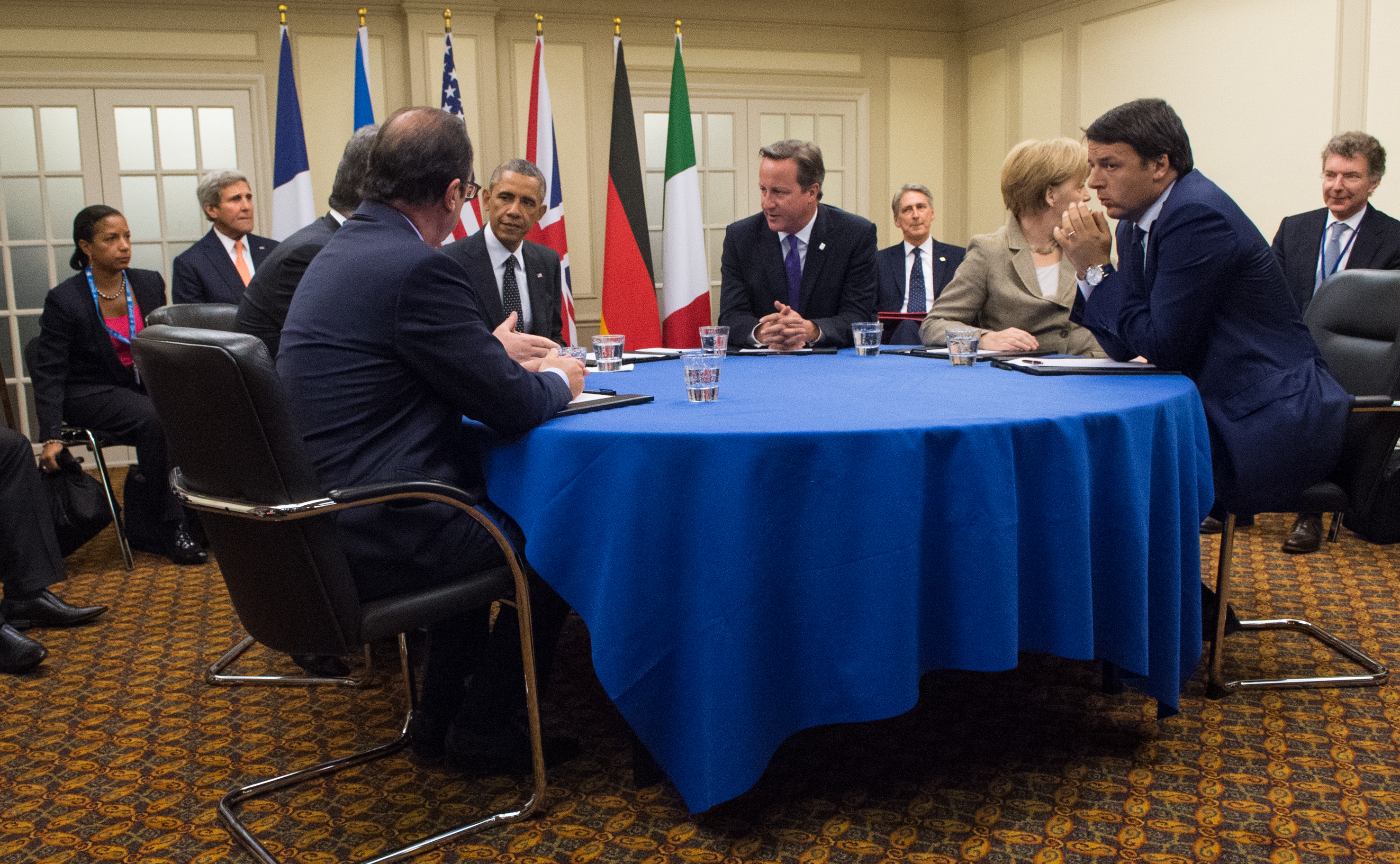
أعضاء الخماسي: رئيس الولايات المتحدة باراك أوباما، الرئيس الفرنسي فرانسوا هولاند، رئيس الوزراء البريطاني ديفيد كاميرون، المستشارة الألمانية أنجيلا ميركل ورئيس الوزراء الإيطالي ماتيو رينزي، مع الرئيس الأوكراني بترو بوروشنكو خلال قمة ويلز 2014.

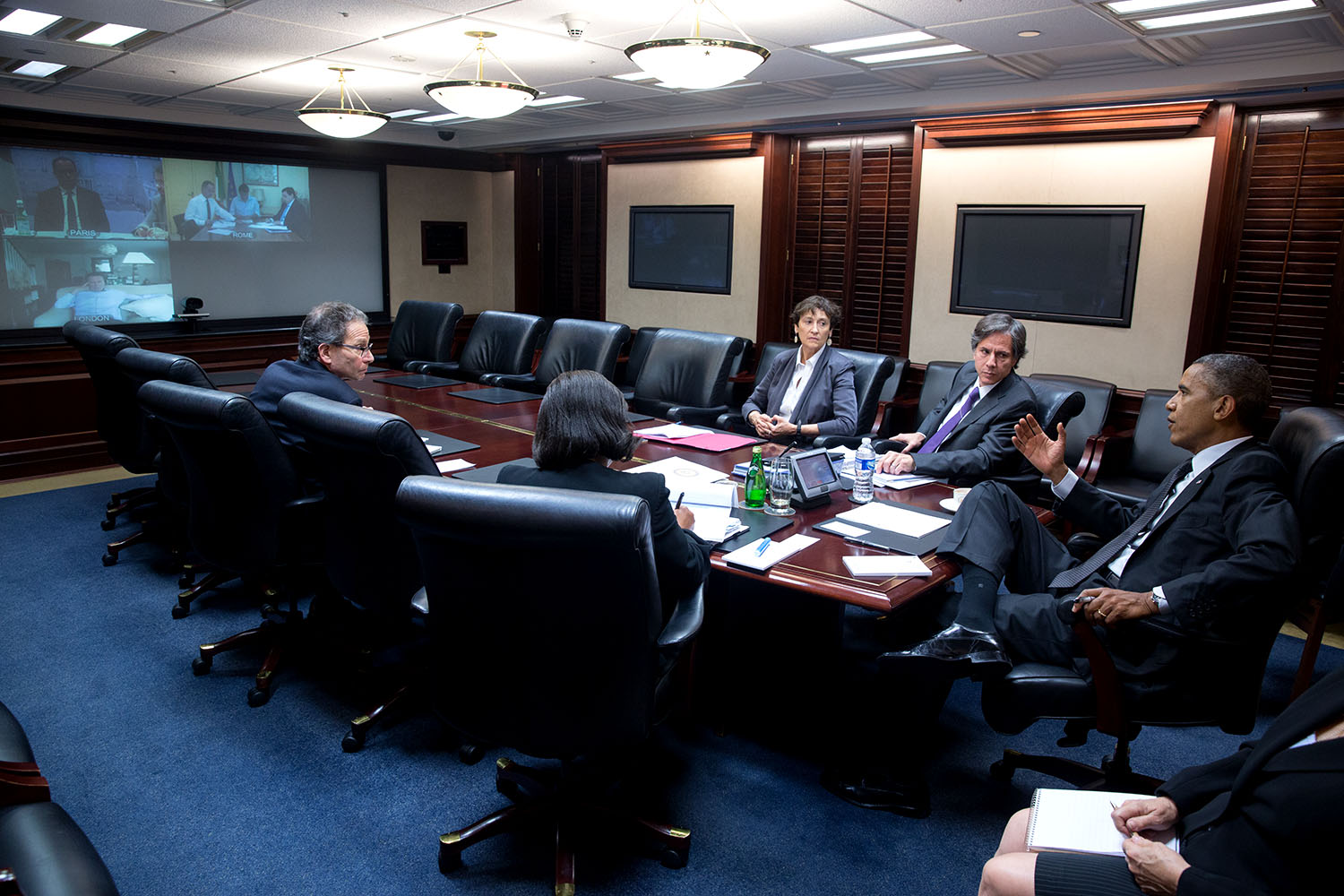
باراك أوباما وأنغيلا ميركل وماتيو رينزي وديفيد كاميرون وفرانسوا أولاند يشاركون في مؤتمر عبر الفيديو.

مجموعة الكوينت أو الخماسي، هي مجموعة غير رسمية لاتخاذ القرارات في حلف الناتو تتضمن خمس دول هي: فرنسا وإيطاليا وألمانيا والمملكة المتحدة بالإضافة إلى الولايات المتحدة. وهي بمثابة «هيئة مباشرة» في مختلف الكيانات مثل حلف شمال الأطلسي ومجموعة الدول الصناعية السبع ومجموعة العشرين.

## التاريخ
اقترح الرئيس الفرنسي شارل ديغول فكرة المحور الثلاثي حول قضايا السياسة الخارجية على نظرائه البريطانيين والأمريكيين. عقدت الاجتماعات لهذا الهدف حوالي عام 1980 بين وزراء خارجية البلدان الثلاثة وألمانيا الغربية، على الرغم من أنها كانت رمزية إلى حد كبير ولم تؤد إلى قرار حقيقي. يبدو أن الكوينت في شكله الحالي قد بدأ كمجموعة اتصال باستثناء روسيا. في الوقت الحاضر، يناقش القادة جميع الموضوعات الدولية الرئيسية عن طريق مؤتمرات الفيديو أو لقاء بعضهم البعض في منتديات مختلفة مثل الناتو ومنظمة الأمن والتعاون في أوروبا ومجموعة العشرين والأمم المتحدة. كما تجتمع اللجنة الخماسية على المستوى الوزاري وعلى مستوى الخبراء. تشارك دول الخماسي مع روسيا والصين في المناقشات العالمية كما في الحالة السورية، ولديهم بيانات واجتماعات مشتركة كما في حالة لبنان.